# José Busutil Barberá
José Busutil Barberá (València, 1826 - 1889) fou un polític valencià, diputat a les Corts espanyoles durant la restauració borbònica i alcalde de València.

## Biografia
Treballà com a comerciant, el 1864 fou nomenat primer cònsol del Tribunal de Comerç de València i membre de la Junta de Govern de la Séquia Reial del Xúquer. Anys més tard fou accionista i promotor de la Caixa d'Estalvis de València
Durant el regnat d'Isabel II d'Espanya va formar part del Partit Progressista, amb el que el 1863 fou escollit regidor pel districte de la Llotja. Després de la revolució de 1868 va formar part del Partit Constitucional i després de la repressió del moviment cantonal el 1873 fou nomenat tinent d'alcalde de València i el 1874 diputat provincial. Un cop va fer-se efectiva la restauració borbònica formà part del Partit Liberal Fusionista, amb el que fou escollit novament regidor de València el 1879 i alcalde el març de 1881. L'octubre de 1881 deixà l'alcaldia quan fou elegit diputat per Xiva a les eleccions generals espanyoles de 1881.